# Астроном (Вермер)
Астроном (нід. De astronoom) — картина голландського художника Яна Вермера, створена в 1668 році. Інтерпретація сюжету повністю відкрита для глядача: зображеного чоловіка ідентифікують як філософа, геометра або навіть астролога. Така різноманітність тлумачення пояснюється наявністю різноманітних об'єктів, пов'язаних із науковими дослідженнями: компаса, астролябії та небесної кулі. Наприклад відкритий на столі підручник з астрономії Андріана Метіуса та картина на стіні «Знаходження Мойсея» разом уособлюють поєднання знання про небо з релігійним натхненням. Таким чином творчості Вермера притаманний складний алегоричний зміст. Його картини, в переважній більшості, представлені сюжетом на побутові сцени, де здебільшого жінки виконують якусь роботу або грають на музичних інструментах. Лише на двох картинах, одна з яких «Астроном», Вермер зобразив самотнього чоловіка.
Протягом своєї історії картина «Астроном» змінила багато власників, серед яких були голландці, англійці та французи. Свого часу картина «Астроном» разом із «Алегорією живопису» привернули увагу Гітлера. Разом вони мали зайняти одне з головних місць в художній галереї європейського культурного комплексу, який останній планував побудувати в Лінці. «Астронома» разом з іншими витворами мистецтва союзні війська знайшли в одній із соляних шахт австрійського міста Альтаусзе.
1949 року картину повернули Гі де Ротшильду — нащадку попередніх власників, у яких «Астронома» конфіскували за розпорядженням нацистської верхівки. Ротшильд володів нею до 1983 року, доки не передав у власність Франції як сплату податку на спадщину. Своєю чергою уряд передав картину до фонду музею Лувр, де вона під інвентарним номером RF 1983-28 зберігається дотепер.

## Історія
Картина «Астроном» створювалася в період пізньої творчості художника. Майже одразу після написання її придбав колекціонер предметів мистецтва з Роттердама — Адріан Патс (нід. Adriaen Paets). У його власності картина перебувала до 1686 року, а потім за заповітом відійшла до його сина — також Адріана Патса. Наступні відомості про «Астронома» з'являються в 1720 році, в яких повідомлялося, що в 1713 році картина потрапила до колекції мешканця Амстердама — Гендріка Сорга (нід. Hendrik Sorgh). Останній своєю чергою продав «Астронома» Говерту Лотену (нід. Govert Looten). Після нього картина потрапила до мешканця Амстердама — Якоба Краммера Сімонсзона (нід. Jacob Crammer Simonsz). Він, своєю чергою, в 1778 році продав «Астронома» Жану Етьєну Фізо (фр. Jean Etienne Fizeaux). Після його смерті картина перейшла до дружини покійного, у власності якої перебувала до 1784 року. З 1784 по 1785 рік «Астрономом» володіли артдилери Пітер Фуке (фр. Pieter Fouquet) та Александр-Жозеф Пайє (фр. Alexandre-Joseph Paillet). 1785 року новим власником став колекціонер витворів мистецтва — Ян Дансер Нейман. Він продав картину на аукціоні, що відбувся 16 серпня 1797 року. Новим власником став Ян Янсзон Гільдеместер й «Астроном» зайняв місце у відомій художній галереї Гільдеместера. 1800 року картину придбав англійський історик мистецтва та артдилер Майкл Браян, який привіз її до Лондона. Через чотири роки «Астроном» потрапив до колекції Джона Гіббонса, що мешкав у Бірмінгемі. Наступні відомості про картину з'являються у 1857 році, коли Вільям Гіббонс продав її французькому колекціонерові з Руану — Леопольду Дубле (фр. Léopold Double). У травні 1881 року «Астроном» потрапив до артдилера Леона Гоше, у якого її придбав французький фінансист, власник виноградників, меценат, представник французької гілки Ротшильдів — Альфонс Джеймс де Ротшильд. 1905 року картину успадкував його нащадок — Едуард Етьєн Альфонсо де Ротшильд. 1940 року після окупації Франції вермахтом картину конфіскували на користь Адольфа Гітлера. Вона потрапила до нього після того, як була викрадена з Парижу під час окупації Франції. Відповідальний за конфіскацію творів мистецтва на окупованих територіях Альфред Розенберг у приватному листуванні з помічником Гітлера, коментуючи факт викрадення картини для фюрера, наголошував: «Я вважаю, що це принесе йому велику радість». «Астроном» був деякою мірою певним відображенням націоналістичних амбіцій Гітлера, оскільки картини уособлювала ранні «німецькі» наукові досягнення. Надмірна увага до картин Вермера з боку нацистської верхівки була викликана наступним. З середини 1930-х років і впродовж війни Гітлер та його прибічники розпочали грандіозний проєкт з колекціонування витворів мистецтва. Здебільшого обманом та грабунком на нових загарбаних територіях вони змогли накопичити величезну кількість культурних скарбів. Як з'ясувалося згодом Гітлер був палким шанувальником творчості Вермера, а основним конкурентом у колекціонуванні був лише Герман Герінг. За задумом Гітлера в місті Лінц мали збудувати європейський культурний комплекс з художньою галереєю у центрі. У ній ключове місце відводилося картині Вермера «Астроном», яка відігравала в житті Гітлера особливу роль. Разом із «Алегорією живопису» вона мала зайняти головне місце в художній галереї, відомішої як музей фюрера (нім. Führermuseum). Після того, як стало очевидним, що Третій Рейх стрімко програвав війну, картину разом з іншими витворами мистецтва вирішили врятувати від авіабомбардувань союзних військ. 1945 року її привезли до соляної шахти поблизу невеликого австрійського міста Альтаусзе. Саме там, серед вісімнадцяти тунелів, які розкинулися на 67 кілометрів, картину знайшли разом зі ще 6500 витворами мистецтва. 1949 року «Астронома» повернули нащадку колишніх власників — Гі де Ротшильду. 1983 року він передав картину у власність держави, як оплату податку на спадщину. Після цього картина потрапила до музею Лувр

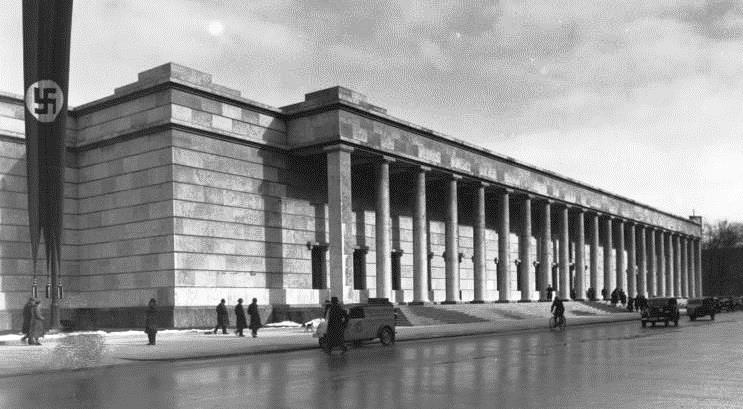
Після закінчення будівництва музей фюрера повинен був мати такий вигляд
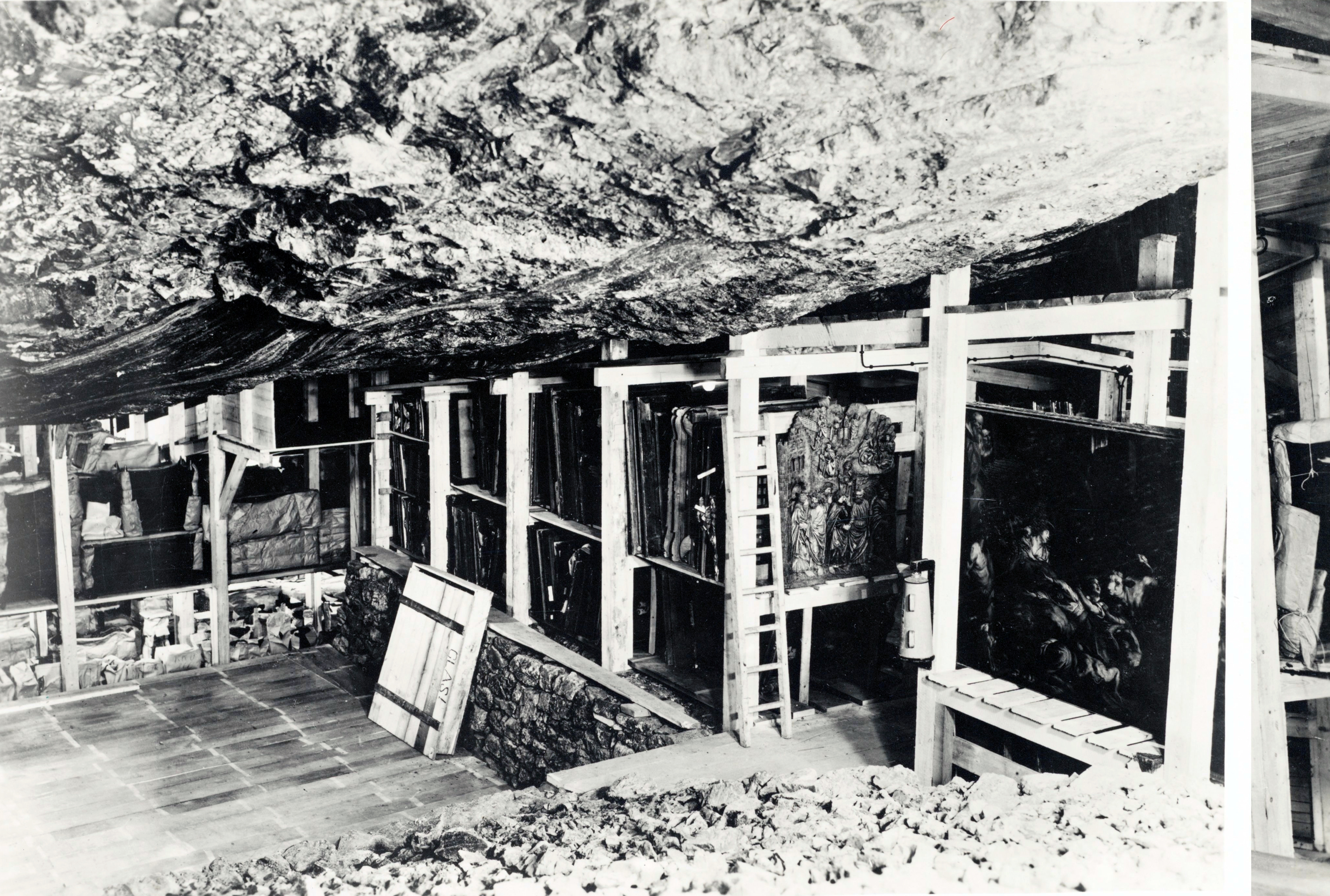
Витвори мистецтва зберігалися в різних частинах соляної шахти в Альтаусзе
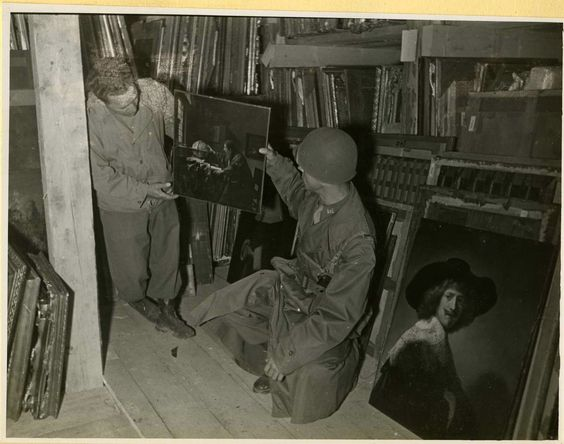
Момент знайдення картини був задокументований представниками союзних військ

## Опис

### Сюжет
Дослідники творчості Вермера вважать, що картину «Астроном» не можна розглядати лише як відображення тогочасної науки чи художнє вираження передових наукових поглядів Коперника в астрономії. За часів Вермера було прийнято вважати, що природні явища, включно з небесами, були проявом божественної волі Творця, який нічого не створив без певної на те причини. З такого тлумачення випливало, що природа Божого творіння містила моральний урок або певне застереження. На думку голландського історика, історика з науки, професора сучасної історії в Гронінгенському університеті в Нідерландах Класа ван Беркеля «Астроном» є поєднанням стародавньої мудрості (картина на стіні праворуч «Знаходження Мойсея») і сучасної науки, представленої різними науковими приладами на столі. Не слід забувати, що  ідея науки як узгодженого та всеосяжного комплексу знань, у звичному для нашого розуміння вигляду, за тих часів тільки зароджувалася. Головними конкурентами на цьому шляху були глибоко вкорінені в суспільстві філософські та релігійні догмати. У минулому дослідники піддавали сумніву приналежність зображеного чоловіка до астрономії, посилаючись на очевидну відсутність телескопа та його працю вдень. Існувало певне припущення, що зображеним був саме астрологом, який зображений за складанням гороскопу чи дослідженням світового порядку через рух небесних тіл. У ті часи астрономія та астрологія ще тісно перепліталися, проте існував чіткий поділ між ними та фізикою. Такі відомі астрономи, як Йоганнес Кеплер і Тихо Браге практикували астрологію. Кеплер, наприклад, вірив, що планетарні конфігурації насправді фізично впливають на людей, а також на погоду. Він відстоював ідею, що між небесними явищами та земними подіями можна встановити певний зв'язок.

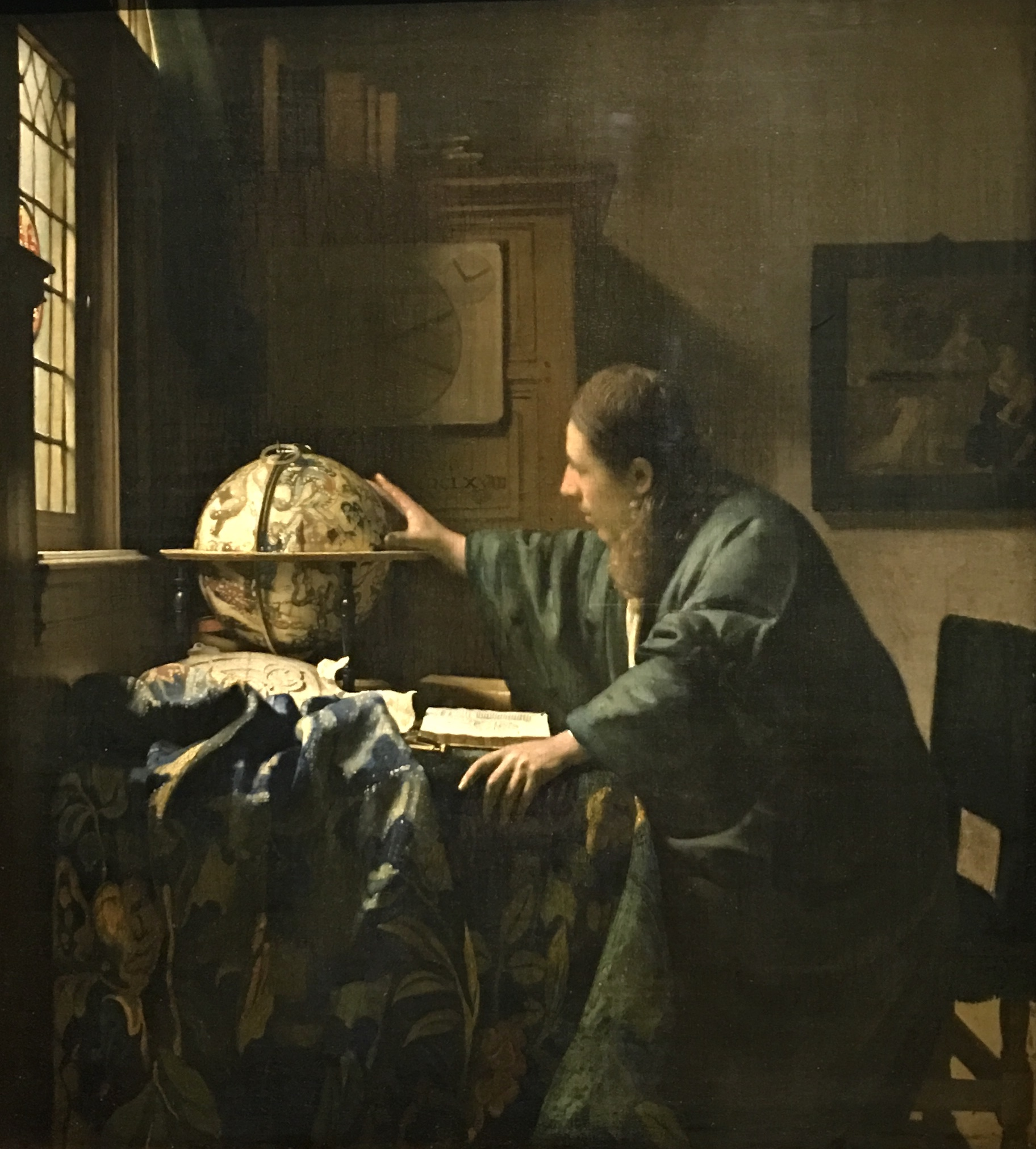
«Астроном»
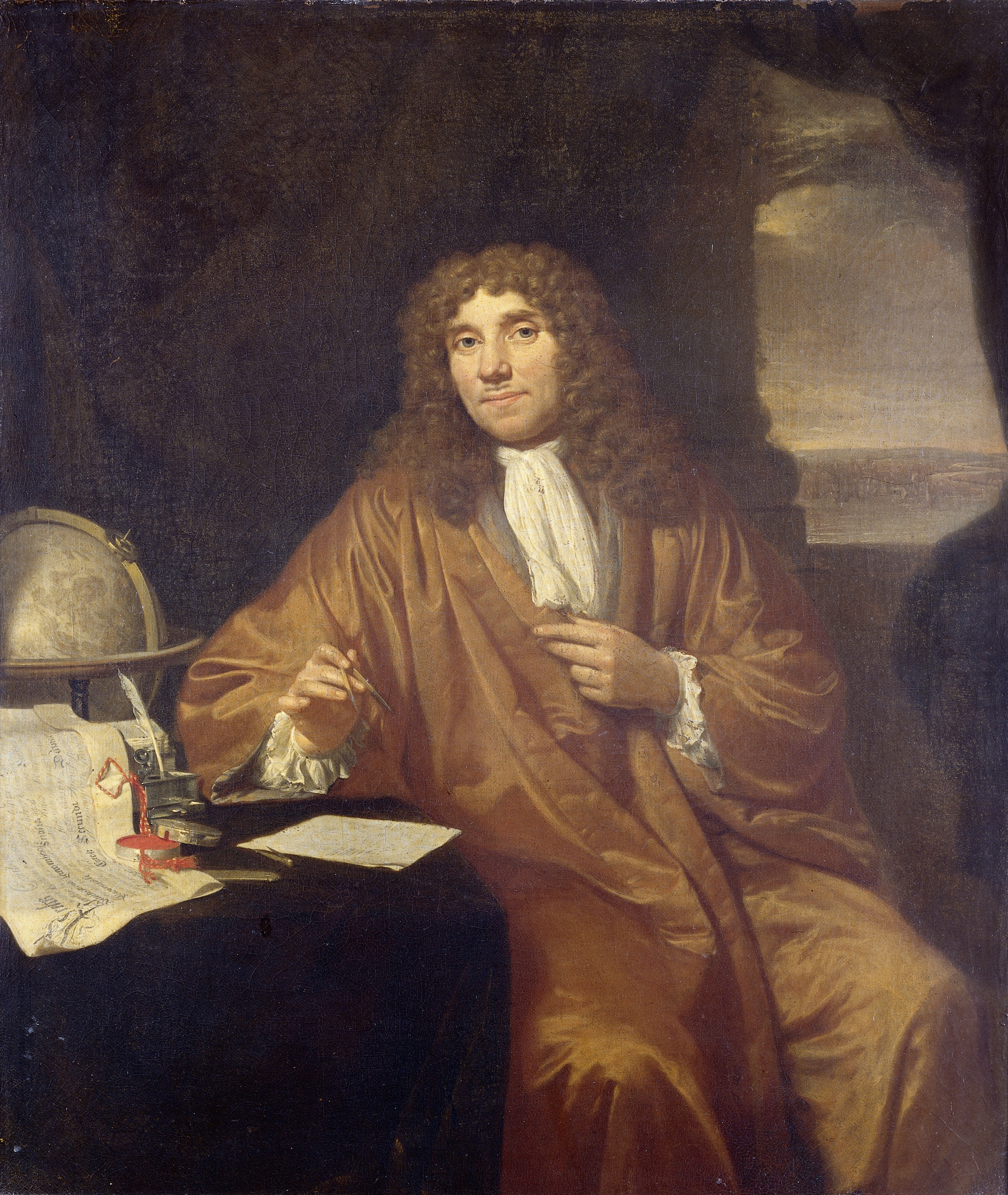
Антоні ван Левенгук
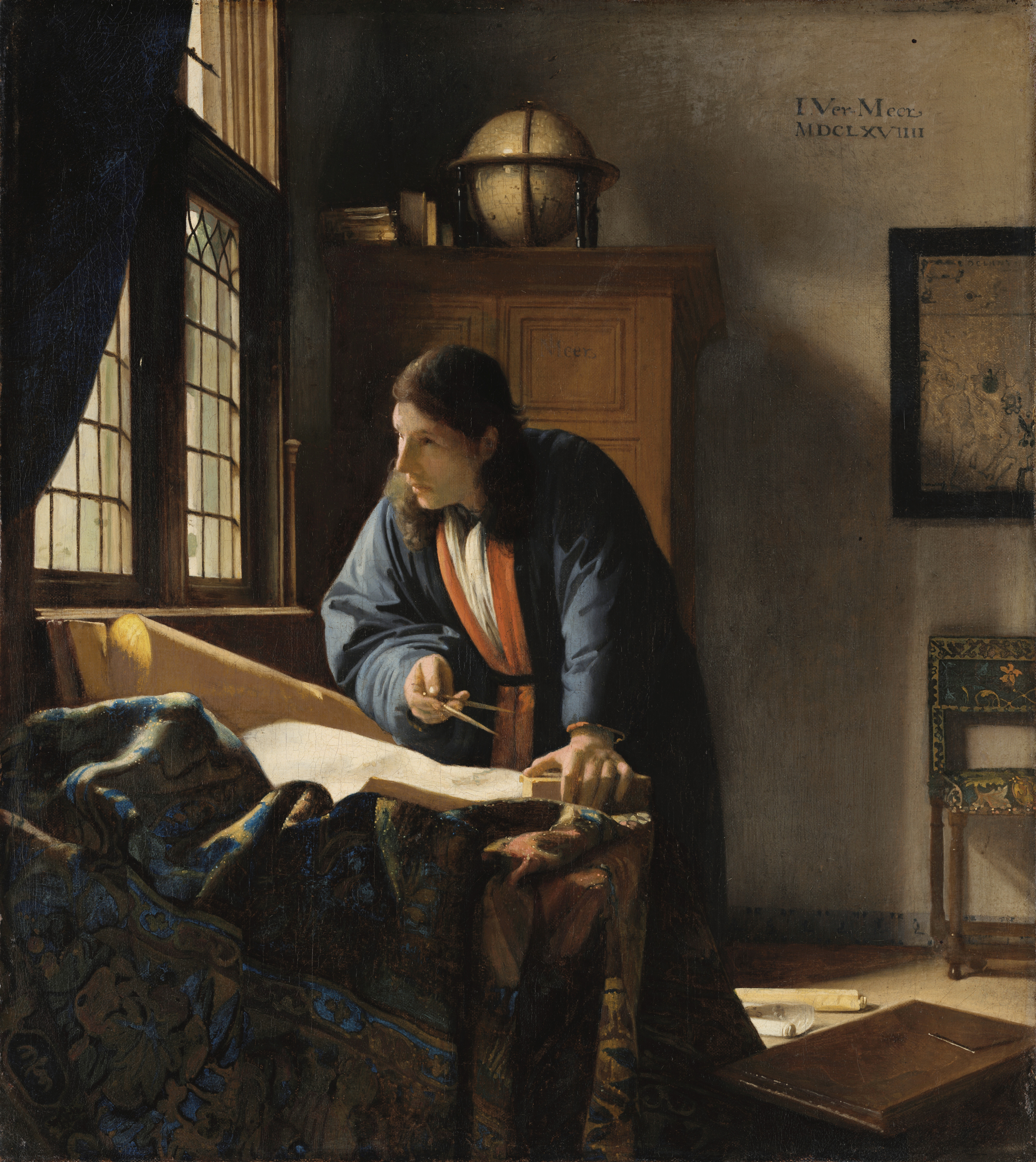
«Географ»

Більшість сучасних істориків сходяться на думці, що чоловік, зображений на картинах «Астроном» і «Географ», це Антоні ван Левенгук. Цей нідерландський вчений народився й виріс в одному місті з Вермером. Про дружні стосунки між ними говорить той факт, що після смерті Вермера довіреною особою для нагляду за його борговими зобов'язаннями міський суд призначив саме Антоні ван Левенгука. Саме він детально описав майно та картини, якими володів художник. Ван Левенгук отримав кваліфікацію міського землеміра в 1669 році й, приблизно в той час, були завершені обидві картини. Це дозволяє припустити, що художник створив картини на його честь. Американська дослідниця історії, письменниця та філософ Лаура Снайдер вважає це припущення непереконливим. За її переконанням привабливість історії їхнього життя та творчості полягає в тому, як обидва чоловіки зіграли ключову роль у кардинальній зміні уявлення про бачення — художнє та наукове.

### Виконання
Попри те, що Вермер не подорожував, як переважна більшість його колег, він мав тісні зв'язки з іншими художниками, зокрема Герардом тер Борхом і Дірком ван Бабюреном. Ймовірно він перебував під впливом від творчості Караваджо та Карела Фабріціуса. Роботи Вермера також нагадують фламандське мистецтво XV століття, що розкривається через використання кольору та ретельну деталізацію, в які він вніс новаторську чутливість сюжету. Його творчість припала на часи, коли мистецтво відокремилося від наслідування класичного стилю та перейшло у розширення побутового жанру. Картини Вермера були рівномірно освітлені, виходили за межі монохромних, а його герої мають більш задумливий вигляд і зайняті чимось більшим, ніж просто щоденними справами. За часів Вермера не тільки мистецтво, а й наука зазнавали радикальних змін: Ньютон створив перші рефлекторні телескопи, за наказом Людовика XIV побудували обсерваторію в Парижі, а Гюйгенс виявив перший супутник Сатурна.

Геометричний центр картини та точка сходу

Новаторський підхід Вермера полягав в тому, що в його баченні сюжет з астрономом гармонізує простором, кольором і світлом лише задля того, щоб підкреслити людську діяльність. Ідеально передана сцена являє собою комбінацію діагональних, прямокутних чи еліптичних полів, що переплітаються, виключаючи таким чином порожні чи невизначені поверхні. Сенс композиції покликаний не розповісти сюжет, а сформувати контекст однієї фігури, яка застигла в позі глибокої заклопотаності чи зайнятості. Як і багато інших персонажів Вермера, астроном розміщений біля вікна. Геометричний простір окреслений виразно переданими руками чоловіка, одна з яких на зоряному глобусі (створений Йостом де Гондтом у 1600 році), а друга — на столі, де лежать астролябія та книга. Момент відкриття, відображений на обличчі астронома, є свідченням людського захоплення Всесвітом та прагнення до його ретельнішого дослідження.
Картину «Астроном» часто порівнюють із подібною роботою Вермера — «Географ». Обидві мають очевидно схожі наукові теми, поширені серед тогочасних художників, та, імовірно, зображають одного й того самого вченого, який працює в тій же кімнаті. У своїх роботах Вермер змалював багато жінок, самих в сюжеті або в оточенні чоловіків, але лише на картинах «Астроном» та «Географ» зображено самотнього чоловіка. Книга, яка відкрита перед ним, була ідентифікована як «Institutiones Astronomicae Geographicae» («Засади астрономії та географії») Адріана Метіуса, надрукована в 1621 році. Також на столі наявна астролябія, яка могла бути символом морських досягнень Голландської республіки, кораблі якої перетинали океани, транспортуючи та торгуючи різноманітними товарами. Також астролябія могла уособлювати ретельність планування «подорожі» астронома до нових знань і відкриттів. Вони були зображені у вигляді світла, яке сяє через вікно та освітлює кімнату, назустріч якому тягнеться астроном. Халат, у який він зодягнений, дослідники ідентифікували як японський рок (баньян), одяг, який японці дарували голландським купцям перед їх візитом до офіційних закладів.
Ретельність поєднання Вермером живописних елементів у композиції мало на меті наділити події у сюжеті відчуттям порядку та сталості. В «Астрономі» дві різні реальності твору були зіставленні: перспективна побудова, яка створює ілюзію глибини, та прямокутна площина картини (площина зображення). Геометричний центр картини (точка, де перетинаються дві жовті діагоналі) і точка сходу (позначена точкою, де стикаються всі світло-сірі перспективні ортогоналі), точно збігаються в тій же точці. Оскільки подібна конструкція була використана і в попередній робіті Вермера «Жінка з терезами, це дозволяє говорити про особистий технічний прийом художника, який вдало відрізняв його від інших художників.

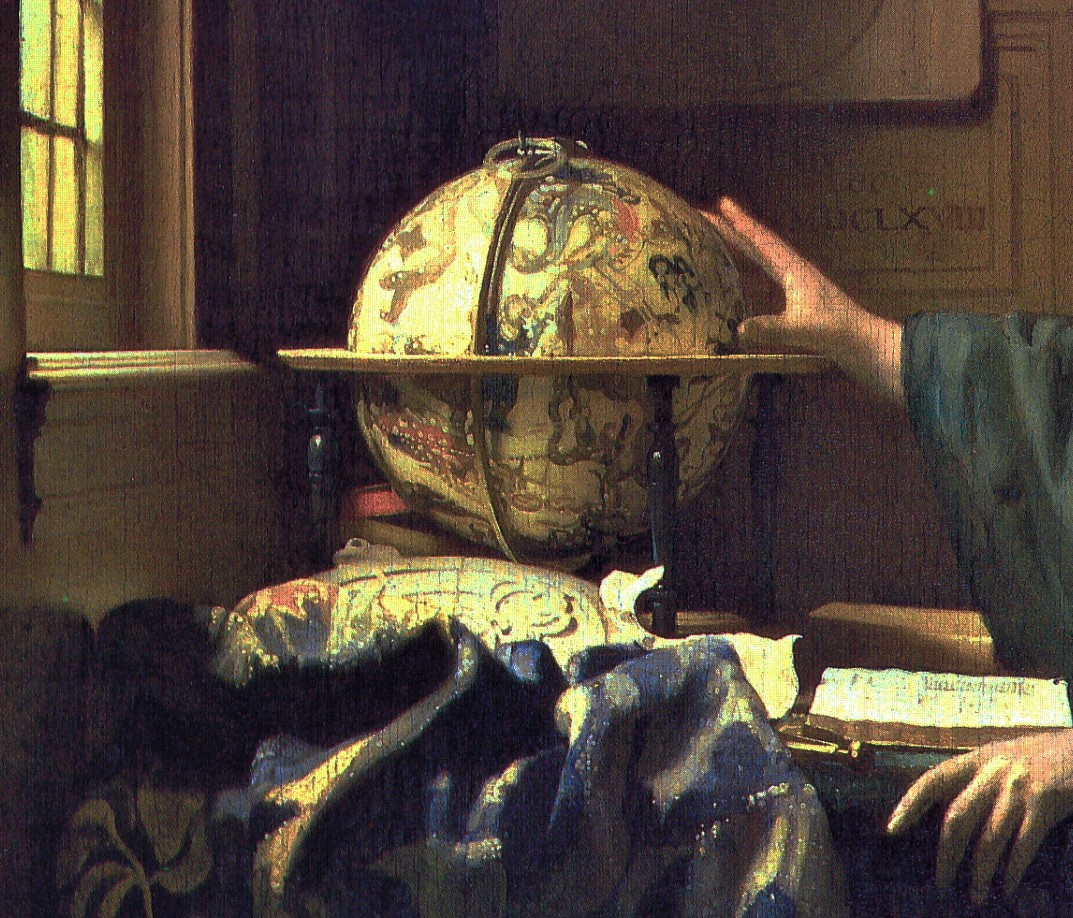
Зоряний глобус, астролябія та книга на столі
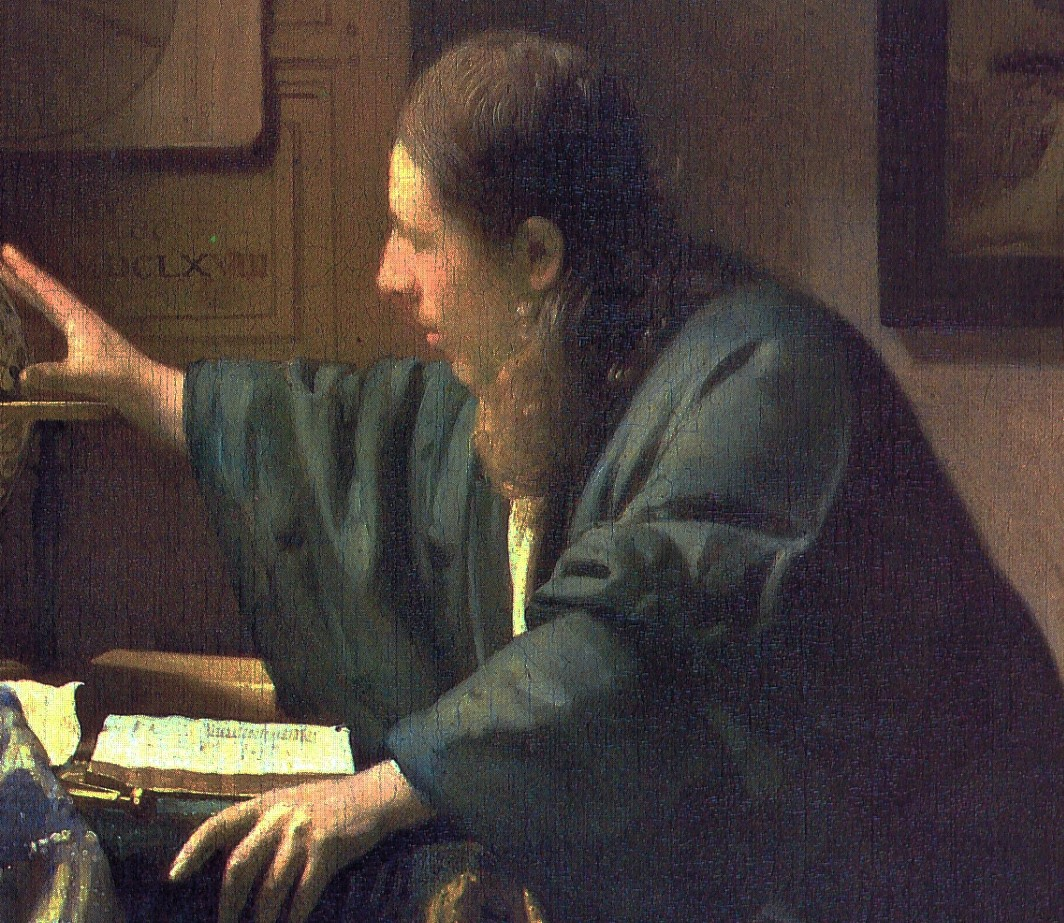
Астроном
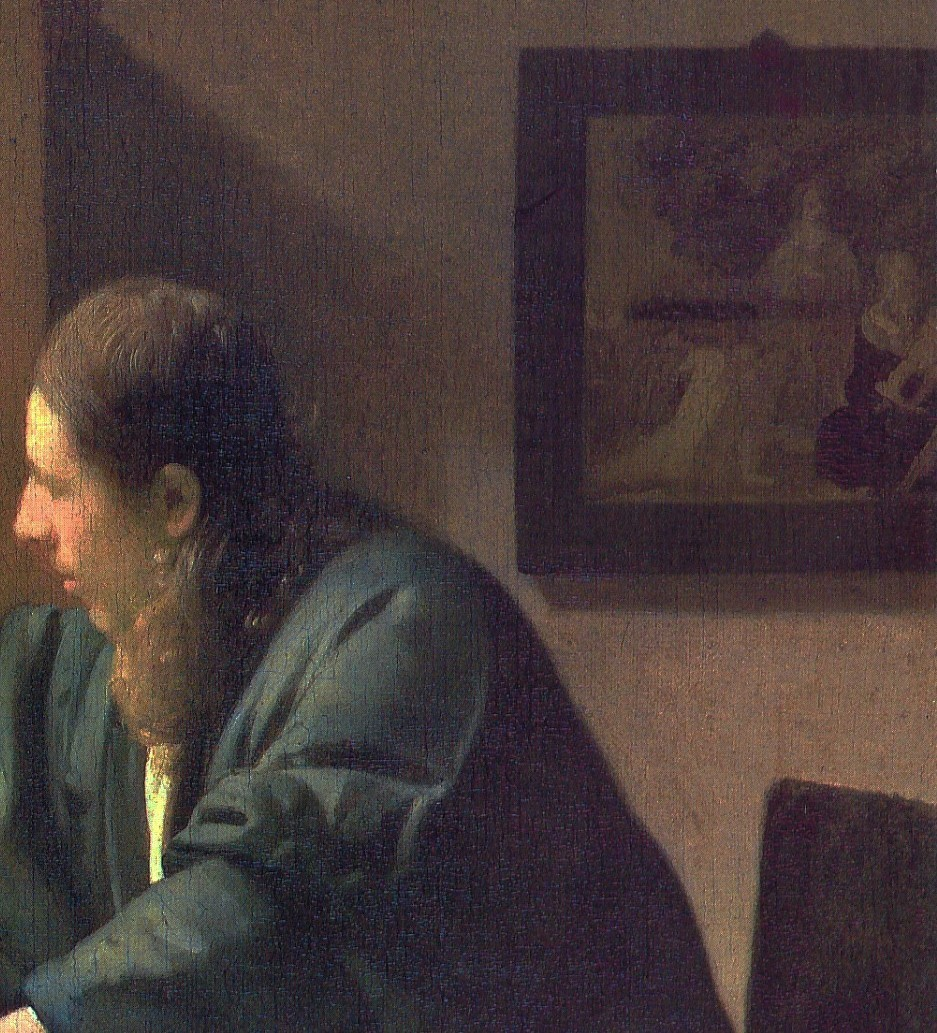
Картина на стіні позаду астронома

### Споріднені картини
Картини Вермера «Астроном» та «Географ» належать до одного з різновидів побутового жанру — «кабінет вченого». Він набув популярності близько 1630—1640-х років з характерно впізнаваним зображенням сцен прославляння клопіткої праці вченого, зайнятого дослідженням в оточенні наукових атрибутів. Цей різновид набув поширення саме в середовищі представників делфтської школи живопису та, власне, у творчості Вермера. Появі жанру «кабінет вченог» передувала ціла низка досягнень у розвитку науки, що сприяло формуванню нового світогляду. Відкриття в галузі математики, астрономії та географії значно змінили та розширили уявлення людей про світоустрій. Більшість художників, що створювали картини в цьому різновиді побутового жанру, працювали в тогочасній столиці голландської науки — Лейдені. Видатними художніми представниками цього міста були:Томас Вейк, Ян Стен, Герард Доу, Гендрік Герсхоп та інші. Вони прагнули до передачі дещо інтимної за характером атмосфери, де сюжет розгортається у напівтемряві, а інтер'єр освітлюється лише полум'ям свічки чи лампи. Завдяки цьому художники прагнули досягнути ефекту надання винаходам та відкриттям певного ореолу таємничості та містичності. Для XVII століття було типовим співіснування абсолютно різних форм знання: консервативних та новаторських, професійних та аматорських, сакральних та світських, окультних та наукових. За таких умов процес становлення експериментальної науки проходив шлях взаємодії алхімії та астрології, містики та магії. Вермеру краще за інших художників вдалося передати тогочасну атмосферу історичної реальності. Детально відтворивши у своїх творах домашній інтер'єр та наповнивши його предметами повсякденного побуту він відійшов від певної театральності сюжетів, яка була притаманна, на приклад, Герарду Доу. Картини останнього мали численні наукові інструменти та предмети, які сприймаються швидше як театральний реквізит, а місцем розвитку сюжету виступала декоративна ніша або віконний отвір. Вермер на відміну від Доу зображав кабінет вченого всередині житлового будинку, в інтер'єрі, схожому з рештою його картин.

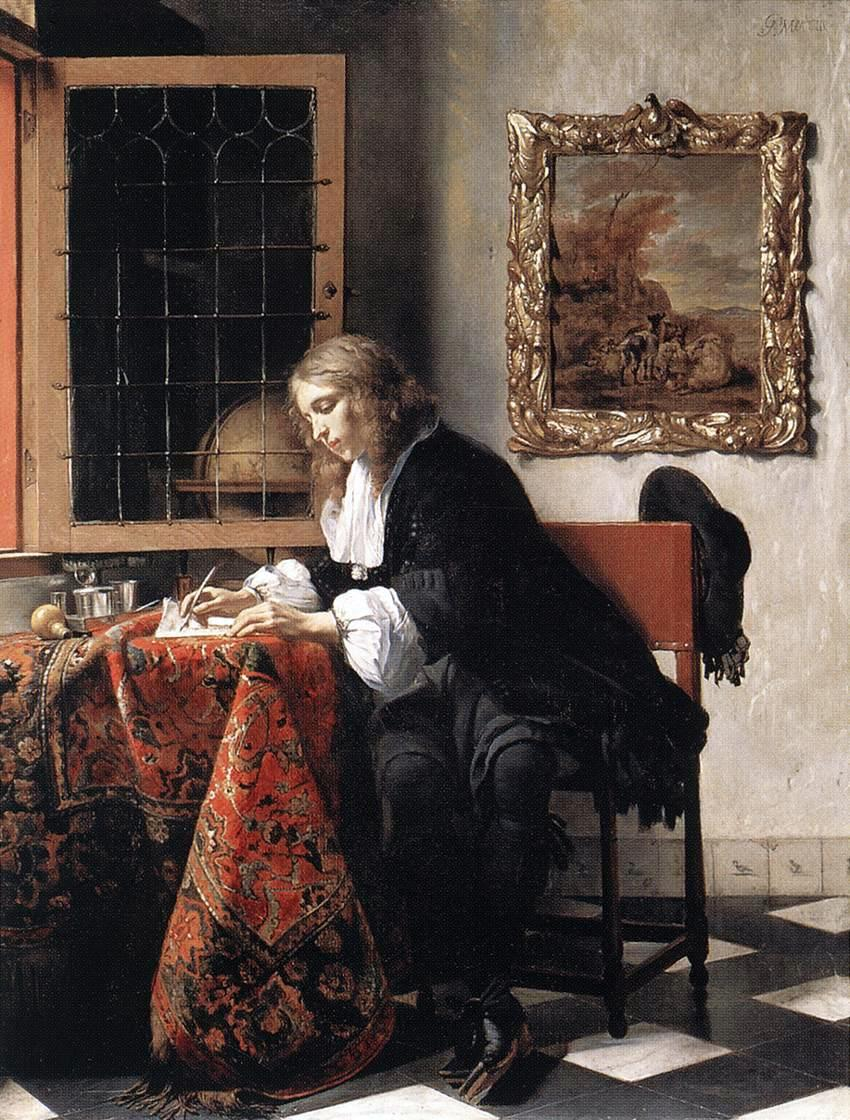
Габріель Метсю — «Людина пише листа» (бл. 1664—1666)
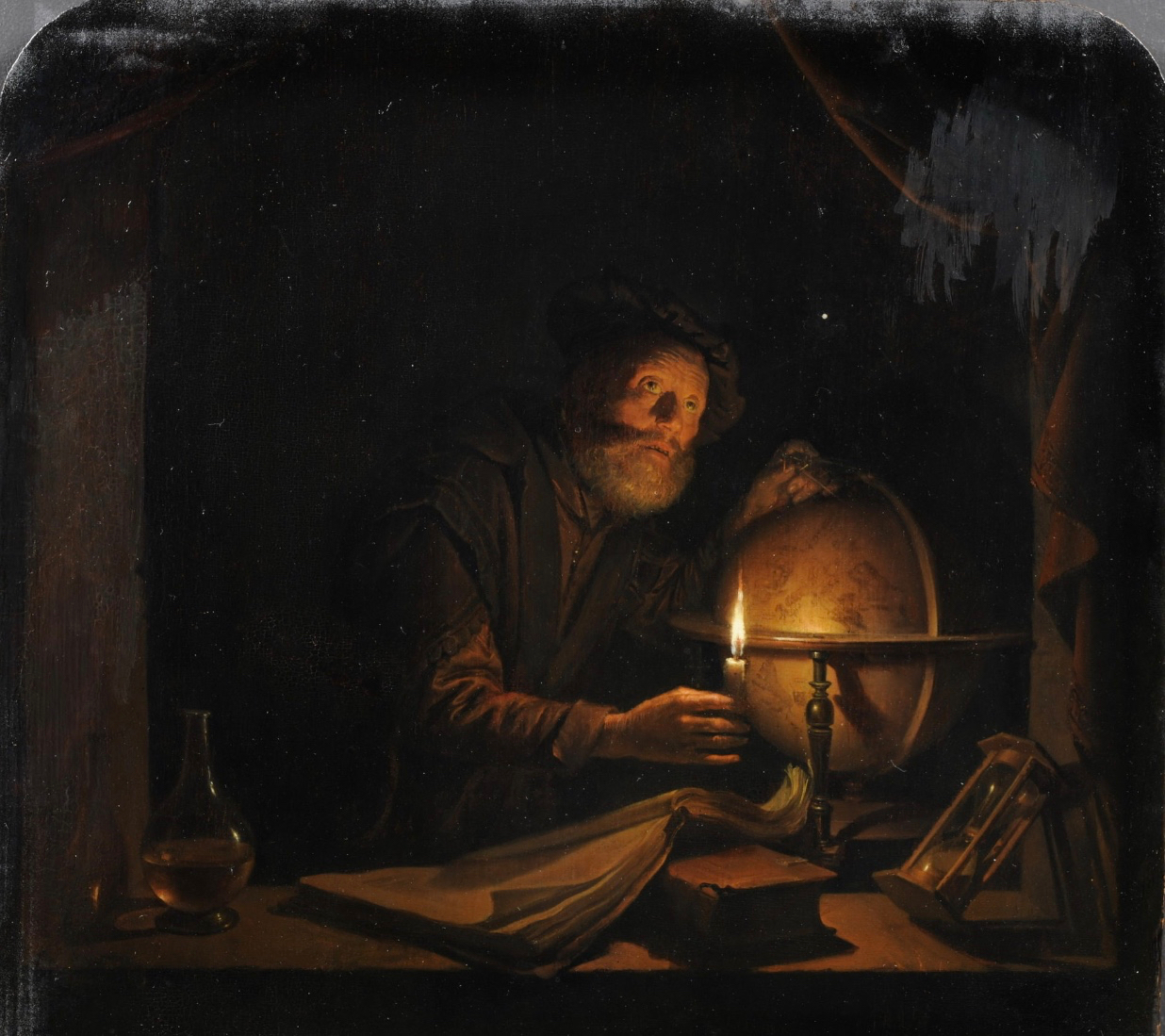
Герард Доу — «Астроном при свічках» (бл. 1660)
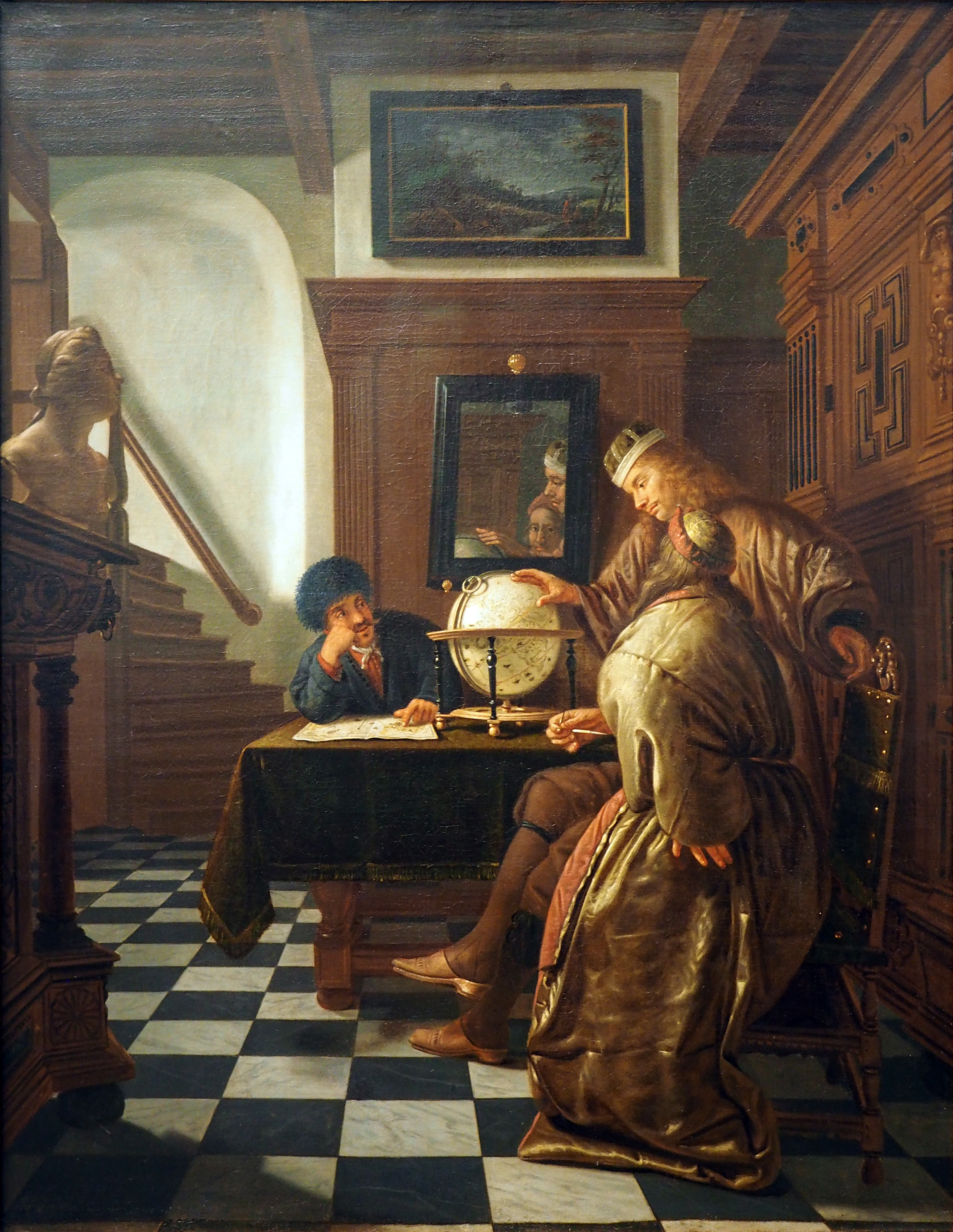
Корнеліс де Ман — «Інтер'єр із трьома чоловіками, які сидять навколо столу з глобусом» (1668 або пізніше (1668—1680))

## Відгуки
У 1784 році французький гравер Луї Гарро (фр. Louis Garreau) зробив гравюру з картини «Астроном». Таким чином ця картина Вермера стала першою, яку будь-коли відтворювали. Гравюра Гарро з'явилася лише в 1792 році в додатку до ілюстрованого каталогу шедеврів, що був опублікований артдилером Жаном Батистом П'єром Лебреном. Останній залишив свій коментар щодо несправедливого забуття Вермера з боку істориків. Він говорив: «Вермер дуже великий художник у стилі Метсю. Його картини дуже рідкісні, і вони більше відомі та цінуються в Голландії, ніж де-небудь ще. Йому особливо подобалося передавати ефекти сонячного світла й іноді це вдавалося аж до ефекту повної ілюзії». Картину пропонували придбати тогочасному королю Франції, проте задум не увінчався успіхом.
Професор-емерит, викладачка кафедри культурології та германістики Макалестерського коледжу США Лінда Шульте-Зассе (нім. Linda Schulte-Sasse) пропонує своє бачення зацікавленості Гітлера до картини «Астроном». За її переконанням німецький диктатор дорожив живописом Вермера як частиною «оригінального» германського, арійського, «здорового» духу, відновленого його рухом. Власна одержимість Гітлера «дегенеративним» «єврейським» модернізмом, безсумнівно, зробила його нездатним дивитися на «великих» майстрів, не через призму інтерпретації чогось жахливого.